# Alpha Camelopardalis
Alpha Chamelopardis is de twee na helderste ster van het sterrenbeeld Giraffe. Met zijn magnitude van 4,3 is hij bij helder weer, matig te zien. De ster is circumpolair, wat betekent dat hij het hele jaar door te zien is. Het is een runaway star, die afkomstig is uit de open sterrenhoop NGC 1502.